# Don Airey
Donald Smith Airey (* 21. června 1948, Sunderland, Anglie) je britský hráč na klávesové nástroje, který od roku 2002 hraje v rockové skupině Deep Purple, kde nahradil Jona Lorda.
Tvoří a na hudební scéně se pohybuje již mnoho let, spolupracoval s muzikanty jako Gary Moore, Ozzy Osbourne, Judas Priest, Black Sabbath, Jethro Tull, Whitesnake, Colosseum II, Sinner, Michael Schenker, Uli Jon Roth, Rainbow, Divlje jagode a
Living Loud, spolupracoval též s Andrew Lloyd Webberem.
Na piano začal hrát v 7 letech, vystudoval univerzitu v Nottinghamu a v roce 1974 se přesunul do Londýna, kde se připojil ke skupině Cozy Powella – Hammer.

## Diskografie
- 1974 – Cozy Powell – „Na Na Na“ (singl)
- 1976 – Babe Ruth – Kid's Stuff
- 1976 – Colosseum II – Strange New Flesh
- 1977 – Colosseum II – Electric Savage
- 1977 – Colosseum II – War Dance
- 1977 – Andrew Lloyd Webber – Variations
- 1978 – Jim Rafferty – Don't Talk Back
- 1978 – Strife – Back to Thunder
- 1978 – Black Sabbath – Never Say Die!
- 1979 – Gary Moore – Back on the Streets
- 1979 – Rainbow – Down to Earth
- 1979 – Cozy Powell – Over the Top
- 1980 – Michael Schenker – The Michael Schenker Group
- 1980 – Bernie Marsden – And About Time Too
- 1981 – Ozzy Osbourne – Blizzard of Ozz
- 1981 – Cozy Powell – Tilt
- 1981 – Rainbow – Difficult to Cure
- 1981 – Rainbow – Final Vinyl (kompilační album – 1986)
- 1982 – Gary Moore – Corridors of Power
- 1982 – Gary Moore – Rockin' Every Night
- 1983 – Ozzy Osbourne – Bark at the Moon
- 1984 – Gary Moore – Dirty Fingers
- 1985 – Alaska – The Pack
- 1985 – Phenomena – Phenomena
- 1985 – Gary Moore – Run For Cover
- 1986 – Zeno – Zeno
- 1987 – Thin Lizzy – Soldier of Fortune (kompilace)
- 1987 – Whitesnake – Whitesnake
- 1988 – Fastway – Bad Bad Girls
- 1988 – Jethro Tull – 20 Years of Jethro Tull
- 1989 – Don Airey – K2
- 1989 – Gary Moore – After the War
- 1989 – Whitesnake – Slip of the Tongue
- 1990 – Perfect Crime – Blond on Blonde
- 1990 – Jagged Edge – You Don't Love Me
- 1990 – Judas Priest – Painkiller
- 1990 – Forcefield – IV – Let the Wild Run Free
- 1990 – Tigertailz – "Love Bomb Baby"
- 1992 – Cozy Powell – Let the Wild Run Free
- 1992 – UFO – High Stakes and Dangerous Men
- 1992 – Anthem – Domestic Booty
- 1992 – Kaizoku – Kaizoku
- 1993 – Brian May – Back to the Light
- 1994 – Graham Bonnet – Here Comes the Night
- 1994 – The Kick – Tough Trip Thru Paradise
- 1994 – Gary Moore – Still Got the Blues
- 1994 – Katrina and the Waves – Turnaround
- 1997 – Quatarmass II – Long Road
- 1997 – Glen Tipton – Baptizm of Fire
- 1998 – Colin Blunstone – The Light
- 1998 – Crossbones – Crossbones
- 1998 – The Cage – The Cage
- 1998 – Olaf Lenk – Sunset Cruise
- 1998 – Eddie Hardin – Wind in the Willows (live)
- 1998 – The Snakes – Live in Europe
- 1999 – Millennium – Millennium
- 2000 – Micky Moody – I Eat Them for Breakfast
- 2000 – Silver – Silver
- 2000 – Uli Jon Roth – Transcendental Sky Guitar
- 2000 – Olaf Lenk's F.O.O.D. – Fun Stuff
- 2000 – Ten – Babylon AD
- 2000 – Company of Snakes – Burst The Bubble
- 2001 – Mario Fasciano – E–Thnic
- 2001 – Judas Priest – Demolition
- 2001 – Silver – Dream Machines
- 2001 – Rolf Munkes' Empire – Hypnotica
- 2001 – Company of Snakes – Here They Go Again
- 2002 – Metalium – Hero Nation Chapter Three
- 2002 – Bernie Marsden – Big Boy Blue
- 2002 – Bruce Dickinson – Tattooed Millionaire
- 2002 – Rolf Munkes' Empire – Trading Souls
- 2003 – Deep Purple – Bananas
- 2003 – Living Loud – Living Loud
- 2003 – Silver – Intruder
- 2005 – Deep Purple – Rapture of the Deep
- 2006 – Gary Moore – Old New Ballads Blues
- 2006 – Tipton, Entwistle, Powel – Edge of the World
- 2008 – Don Airey – A Light in the Sky
- 2008 – Michael Schenker – In the Midst of Beauty
- 2008 – Judas Priest – Nostradamus
- 2011 – Saxon – Call to Arms
- 2011 – Wishbone Ash – Elegant Stealth
- 2011 – Don Airey – All Out
- 2013 – Deep Purple – Now What?!
- 2013 – Deep Purple – The Now What?! Live Tapes
- 2014 – Don Airey – Keyed Up
- 2015 – Deep Purple – To The Rising Sun (In Tokyo)
- 2015 – Deep Purple – From The Setting Sun (In Wacken)

## Don Airey v České republice
Mimo sestavu Deep Purple se Don Airey představil se svým úspěšným sólovým projektem Don Airey & Band již několikrát i v ČR a to v sestavě: Carl Sentance – zpěv, Darrin Mooney – bicí, Simon McBride – kytara, Laurence Cottle – baskytara a Don Airey – klávesové nástroje. V roce 2012 koncertovali v Plzni v KD Šeříková, poté v roce 2014 v Praze (Nová Chmelnice) a ve Zlíně a naposledy roku 2015 taktéž v Praze a ve Zlíně.